# Хенрик Ларсен
Хенрик Ларсен (дан. Henrik Larsen) је дански фудбалски менаџер и бивши професионални играч, који је играо на позицији везног играча. Последњи пут је био менаџер Лингби Болдклуба.
Делио је титулу за најбољег стрелца на УЕФА Европском првенству 1992. године, који је освојио са репрезентацијом Данске. Такође је био део репрезентације Данске на Европском првенству 1996. где је одиграо своју последњу утакмицу репрезентације. Укупно је одиграо 39 репрезентативних утакмица и постигао пет голова.

## Играчка каријера

### Клубови
Ларсен је рођен у Лингбију. Каријеру је започео у Данској за Тарбек ИФ, а касније и Лингби Болдклуб. Освојио је трофеј Купа Данске 1985. са Лингбијем, а дебитовао је за репрезентацију Данске у фебруару 1989. У априлу 1990. пристао је да пређе у иностранство и игра за италијански клуб Пиза Калчо, који је водио битку за промоцију у секундарној Серији Б дивизији. Ларсен је проглашен за најбољег играча, пошто је освојио Куп Данске 1990. са Лингбијем, пре него што је прешао у Италију у јуну 1990. Придружио се Пизи у шампионату Серије А, али у првој години у клубу, Пиза је испала у Серију Б опет. Пошто су прописи Серије Б дозвољавали само два страна играча у тиму, Ларсен је морао да тражи време за игру негде другде, када је клуб преферирао Аргентинце Дијега Симеонеа и Хозеа Шамота.
После Еуро 92 турнира, Ларсен се вратио у Пизу у Серији Б. Симеоне је био продат, али након првих неколико лигашких утакмица за клуб, Ларсен је стављен на продају. Бројни европски клубови били су заинтересовани за њега, али је цена Пизе од 50 милиона ДКК задржала свако интересовање. Ларсен је на крају прешао у ФК Астон Вилу у Енглеској на позајмици у јануару 1993. Његов боравак у Астон Вили је био кратак, пошто је имао проблема да уђе у тим под менаџером Роном Аткинсоном. У марту 1993. Аткинсон му је рекао да није потребан, али пошто Пиза није желела да се врати, остао је у Вилином резервном тиму до маја 1993. године.
Позајмљен је немачком клубу Валдхоф Манхајм у 2. Бундеслиги 1993. године, где је играо добро. Вратио се у Данску 1994. да би играо за Лингби на сезонској позајмици. Ларсен је ослобођен уговора из Пизе у фебруару 1995. године, када су његова права трансфера дата Лингбију. Њега је национални менаџер Мелер Нилсен позвао у репрезентацију Данске за Евро 96. Учествовао је у све три утакмице Данске, пре него што је прекинуо репрезентативну каријеру када је Данска елиминисана. После Евра 96, прешао је у лига ривала ФК Копенхаген, са којим је освојио Куп Данске 1997. године. Каријеру је завршио 1999. године.

### Репрезентација
Ларсен је отишао на сезонску позајмицу у Лингби, где је помогао клубу да освоји првенство Данске Суперлиге 1992. године. Изабран је за тим Данске за такмичење на Евро 92 турниру. Почео је турнир као замена, али је касније показао сигурност и Ларсен је постигао три гола на Еуру 92, укључујући оба гола у полуфиналном ремију 2–2 против Холандије. Постигао је гол у свом покушају у извођењу пенала који је уследио, а играо је целу утакмицу када су он и Данска репрезентација победили у финалу Немачку и освојили титулу европског шампиона.

## Тренерска каријера
Након пензионисања, постао је помоћни тренер у ФК Копенхагену, пре него што је водио ФК Олстике. Био је селектор репрезентације Фарских Острва до 2005. године, као и придружени тренер талентованог тима у Лингби Болдклубу, за чију репрезентацију је такође и играо. Године 2006. био је привремени менаџер у Холбек Б&И, пре него што је потписао уговор са Кеге Болдклубом у јуну 2006. и био је овде тренер до јуна 2008. Ларсен је именован за новог главног тренера из Лингби Болдклуба 15. јула 2008. и потом је отпуштен након осам месеци 30. марта 2009. године. Био је нови помоћник менаџера у данском фудбалском клубу Рандерс ФК, када је почела сезона 2009–10, заједно са још једном данском фудбалском легендом Флемингом Повлсеном. Обојица су били помоћници менаџера фудбалског клуба Рандерс, Јона Факса Јенсена, али је тројац отпуштен 6. октобра 2009.

## Достигнућа

### Играч
Лингби Болдклуб
- - Куп Данске у фудбалу: победник 1984/85, 1989/90.
  - Суперлига Данске у фудбалу: шампион 1991/92.

 Копенхаген
- Куп Данске у фудбалу: победник 1996/97.

Репрезентација Данске
- Европско првенство: шампион 1992.